# Idol Ace
Idol Ace (アイドルA(エース) Aidoru Eisu) là tập truyện ngắn của Mitsuru Adachi nói về một cô nữ sinh cấp 3 mong muốn được chơi cho đội bóng của trường nhưng luật bóng chày lại không cho con gái tham gia thi đấu. Thật may mắn cho cô khi huấn luyện viên đội bóng chày của trường chính là cha cô và người bạn trai thân thiết từ thuở nhỏ của cô lại giống y đúc cô. Vì thế một cuộc trao đổi đã diễn ra giữa hai người và thế là ước mơ được chơi cho đội bóng chày của cô thành sự thật. Truyện lần đầu được mọi người biết đến vào năm 2005, khi ông đang sáng tác bộ Cross game và không ai biết truyện này được tiếp tục nữa hay không.

## Nhân vật
Satomi Azusa (里美 あずさ)
Hirayama Keita (平山 圭太)